# 2344 Xizang
2344 Xizang (1979 SC1) là một tiểu hành tinh vành đai chính được phát hiện bởi Đài thiên văn Tử Kim Sơn ngày 27 tháng 9 năm 1979.